# Église Saint-Pierre-et-Saint-Paul d'Argol
Pour les articles homonymes, voir Église Saint-Pierre-et-Saint-Paul.
L'église Saint-Pierre-et-Saint-Paul d'Argol est l'église paroissiale d'Argol, dans le département du Finistère en France, construite en 1575 au sein d'un enclos paroissial.

## Présentation
Construite en 1575, l'église a été restaurée en 1617, puis agrandie en 1674. Les murs latéraux ont été entièrement refaits à neuf en 1784. Le clocher, avec sa flèche gothique et sa base rectangulaire, date de 1585. Le chevet de l'édifice a été reconstruit en 1641. Le porche, quant à lui, a été refait en 1839.
Le clocheton qui surmonte le pignon ouest sous galerie est daté de 1582 sur le linteau. Sur la façade sud, à la base du clocher, on lit les inscriptions suivantes : "B. Merour : Breton An 1585".
Les titulaires de l'église sont les apôtres Pierre et Paul. Saint Clément est le patron principal du lieu et sainte Geneviève, la patronne secondaire au moins depuis 1634.
L'église Saint-Pierre-et-Saint-Paul et l'arc de triomphe du cimetière font l’objet d’un classement au titre des monuments historiques depuis le 12 novembre 1914.

## Descriptif

### Extérieur
Place de l'Église, à droite de l'arc de triomphe, devant l'entrée de la cour de l'ancien presbytère, se trouve une statue monumentale en granit du roi Gradlon réalisée par Patrig Ar Goarnig. La sculpture Morvarc'h Argol, mesurant 3 m de long et pesant trois tonnes, est une statue équestre qui raconte les deux versions (la chrétienne sur le côté droit et la païenne sur le côté gauche) de la légende de la ville d'Ys.

#### L'enclos paroissial

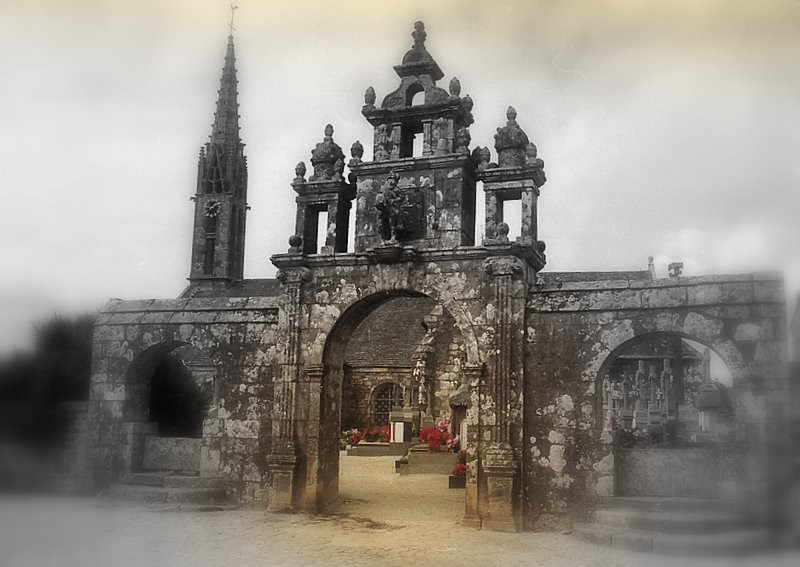
Église Argol, l'arc de triomphe.

- L’enclos paroissial d'Argol est surtout connu pour son arc de triomphe (XVIIe siècle), mais on peut également mentionner :
  - le clocher de 1585 ;
  - le calvaire du cimetière de 1593 ;
  - l’ossuaire de 1665 ;
  - les anciennes statues polychromes dont une de saint Pierre en granit de Kersanton ;
  - le retable de sainte Geneviève ;
  - les fresques.

Le cimetière, avec ses arbres de clôture, fut inscrit à la fin du mois de juin 1931 sur l'inventaire des sites[Lequel ?] dont la conservation présente un intérêt général.
L'arc de triomphe date de 1659. Il est composé de colonnes cannelées, de clochetons et d'une croix ornée de personnages. En bas du fronton central, il y a une petite avancée sur laquelle a été placée une statue équestre du roi Gradlon. L'arc de triomphe fut restauré en 1906.

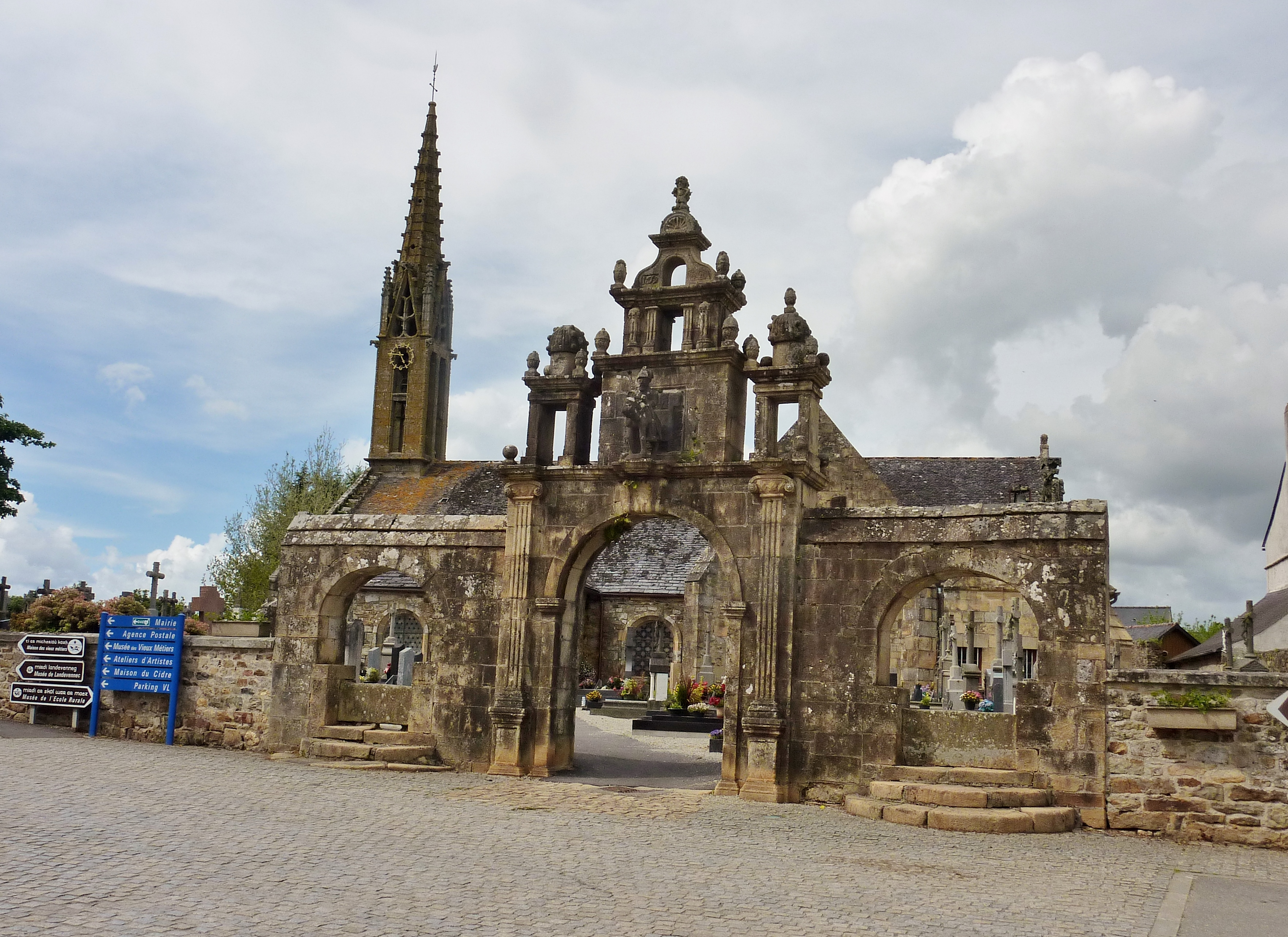
Vue d'ensemble de l'enclos paroissial depuis la place de l'église.
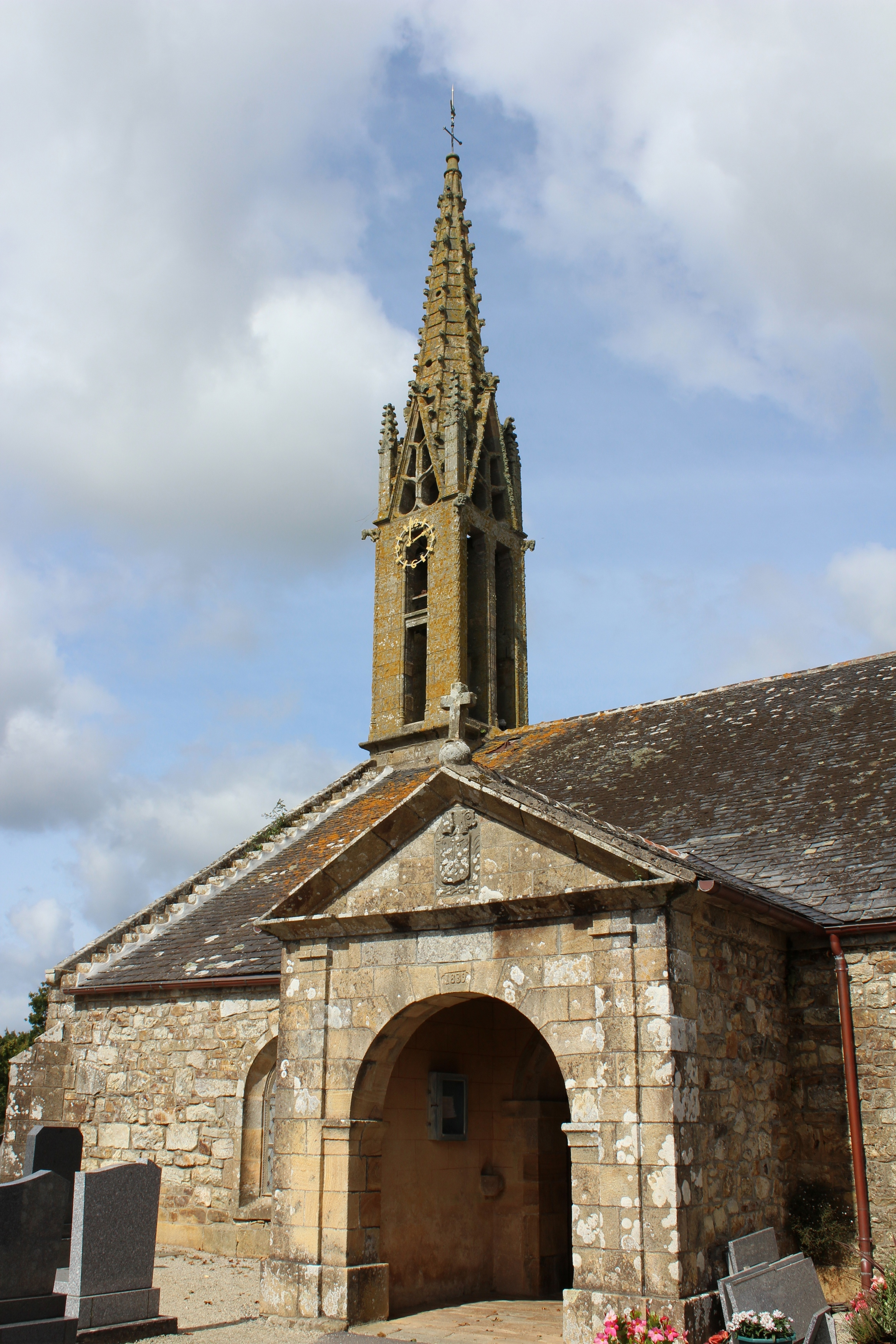
Église Saint-Pierre-et-Saint-Paul : le porche sud.
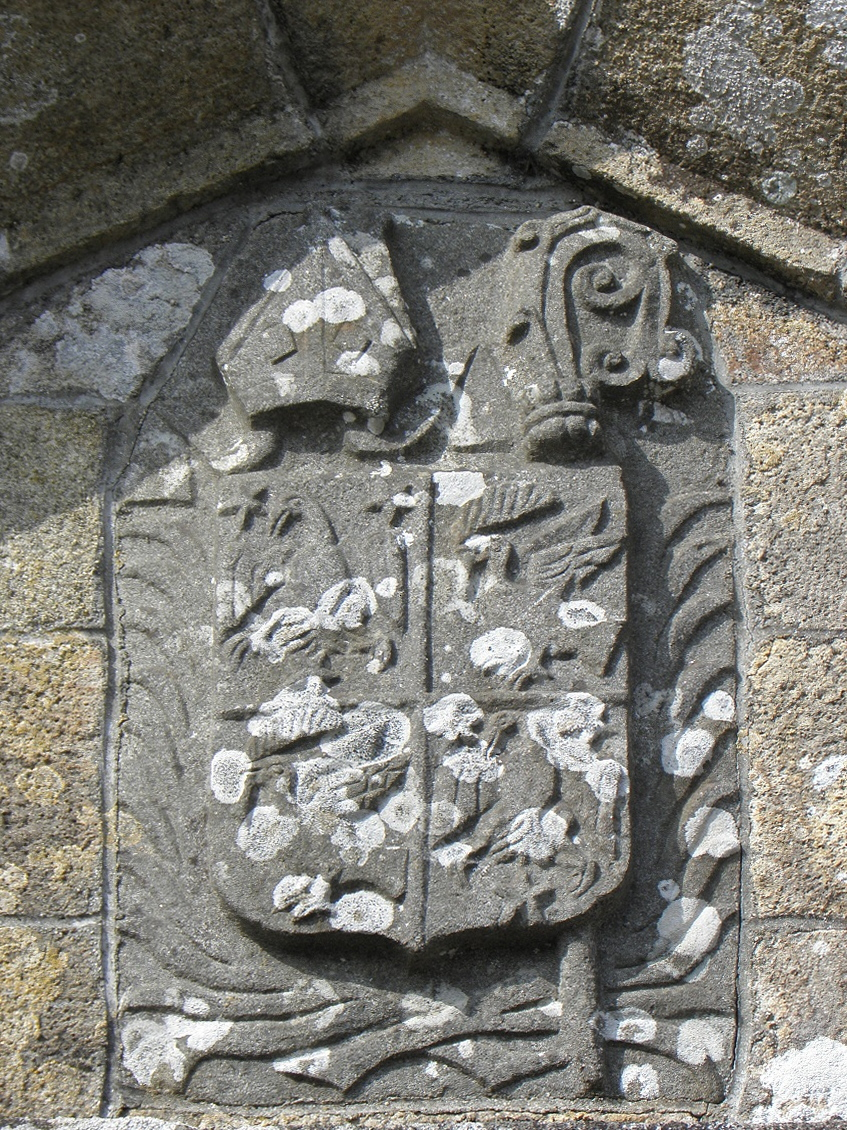
Église Saint-Pierre-et-Saint-Paul : armes au fronton du porche sud.
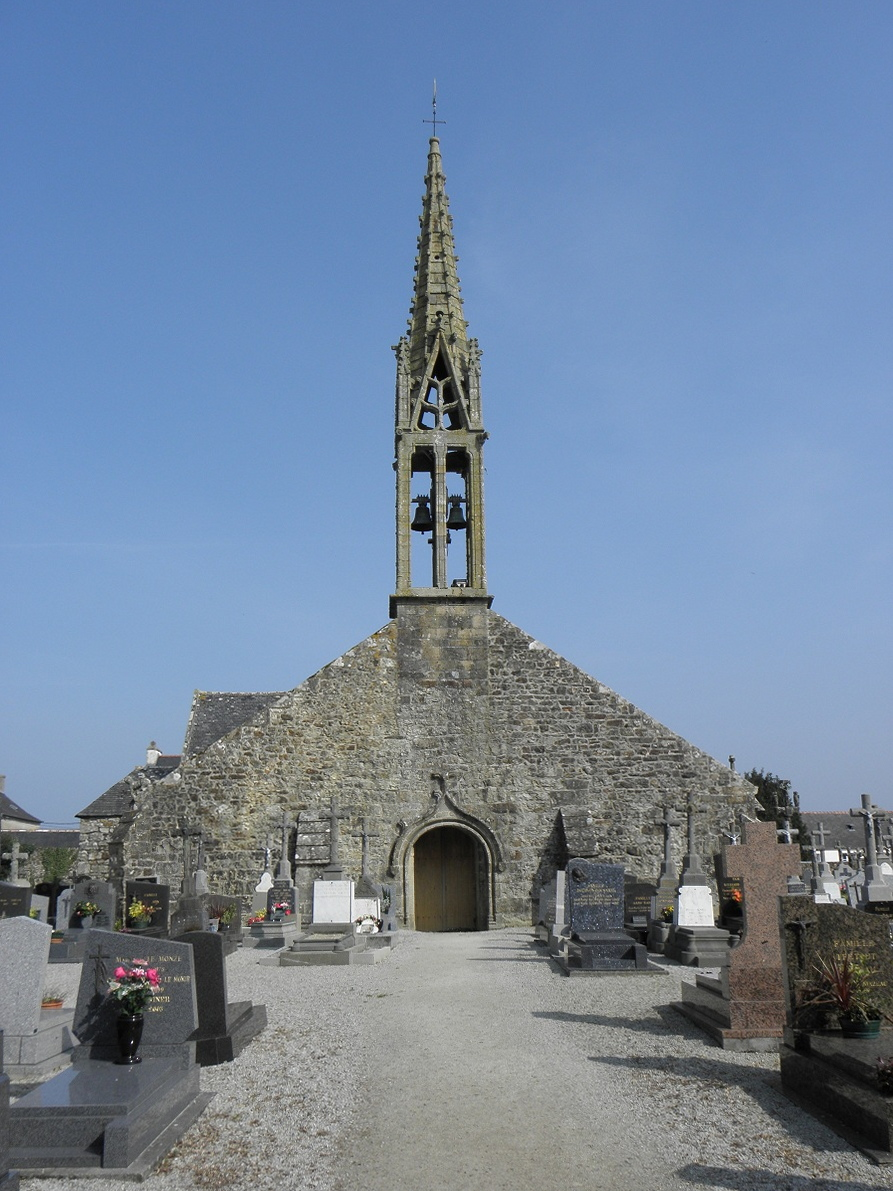
Église Saint-Pierre-et-Saint-Paul : façade occidentale.
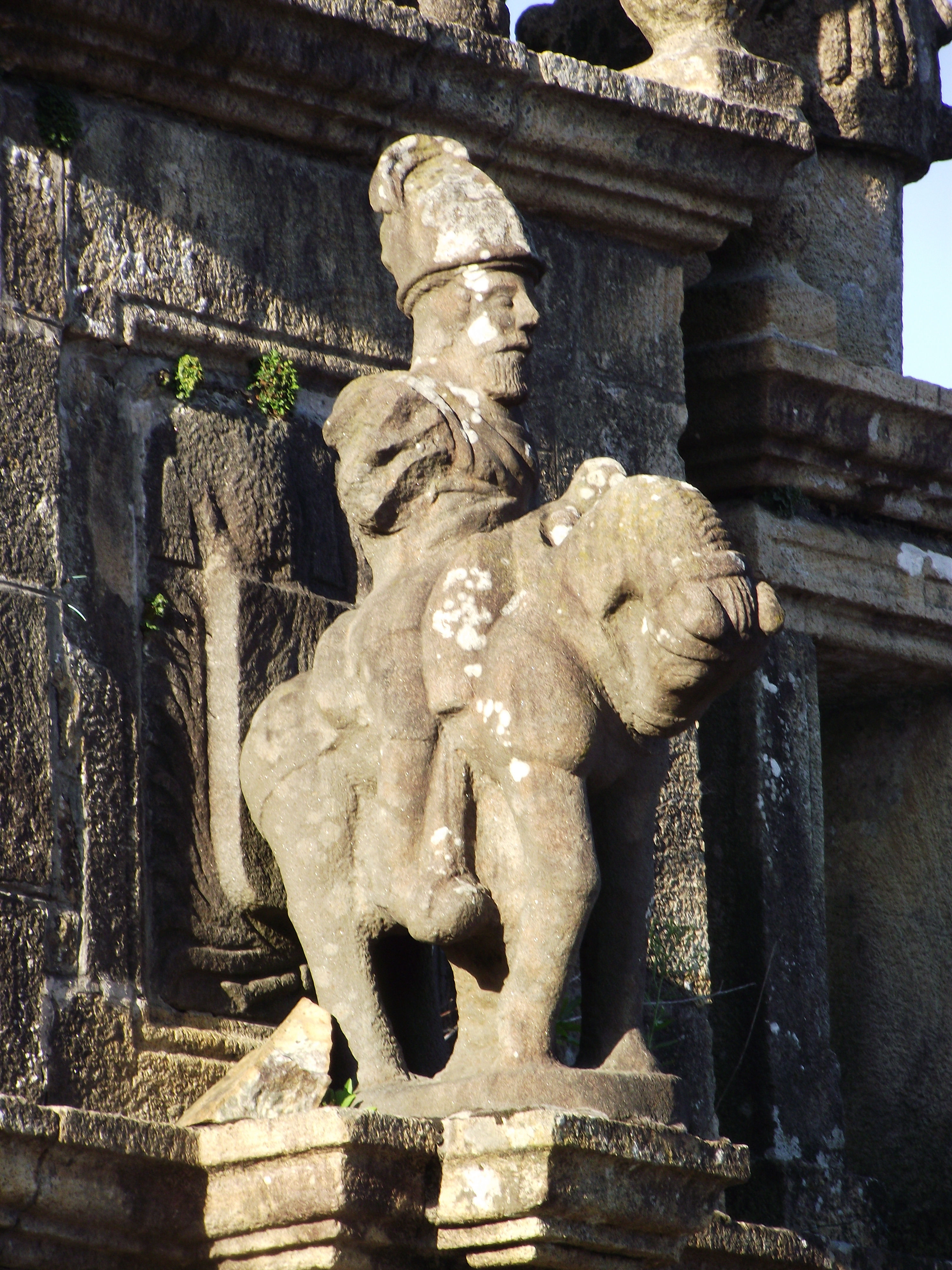
Arc de triomphe d'Argol : la statue du roi Gradlon.

#### Calvaire

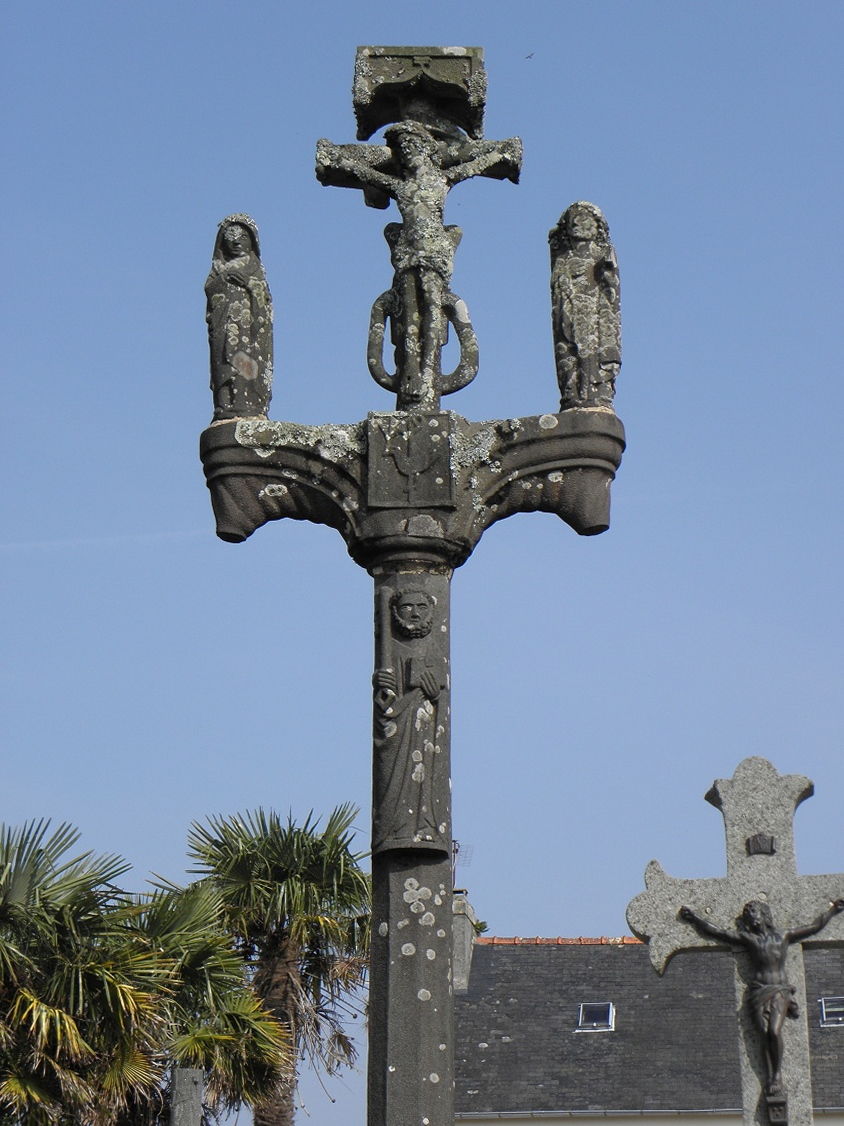
Le calvaire de l'enclos paroissial.

Face à l'église, sur le calvaire du cimetière, on peut voir la croix en kersanton qui repose sur un socle en pierre de Locronan (granit) et qui porte la date de 1593. Le blason avec les armes des abbés Briand et Tanguy a été restauré en 1891. Certaines inscriptions sont encore visibles et indiquent les différentes dates de restaurations :
« L'an 1593
Jean Guenwalec Y. Gal 1617
Garde qu'il fera le roi jugera
L'an 1891 Mission
L'an 1891 Restaurée
L'an 1909 Mission
M. 1946 »
À la base du calvaire, on voit un petit autel en kersanton ajouté lors de la réfection en 1617.

#### Ossuaire
En face de l'église, l'ossuaire a une façade percée de quatre arcades et d'une porte munie d'un œil-de-bœuf. L'ensemble de style Renaissance date de 1665 et a été restauré en 1922.

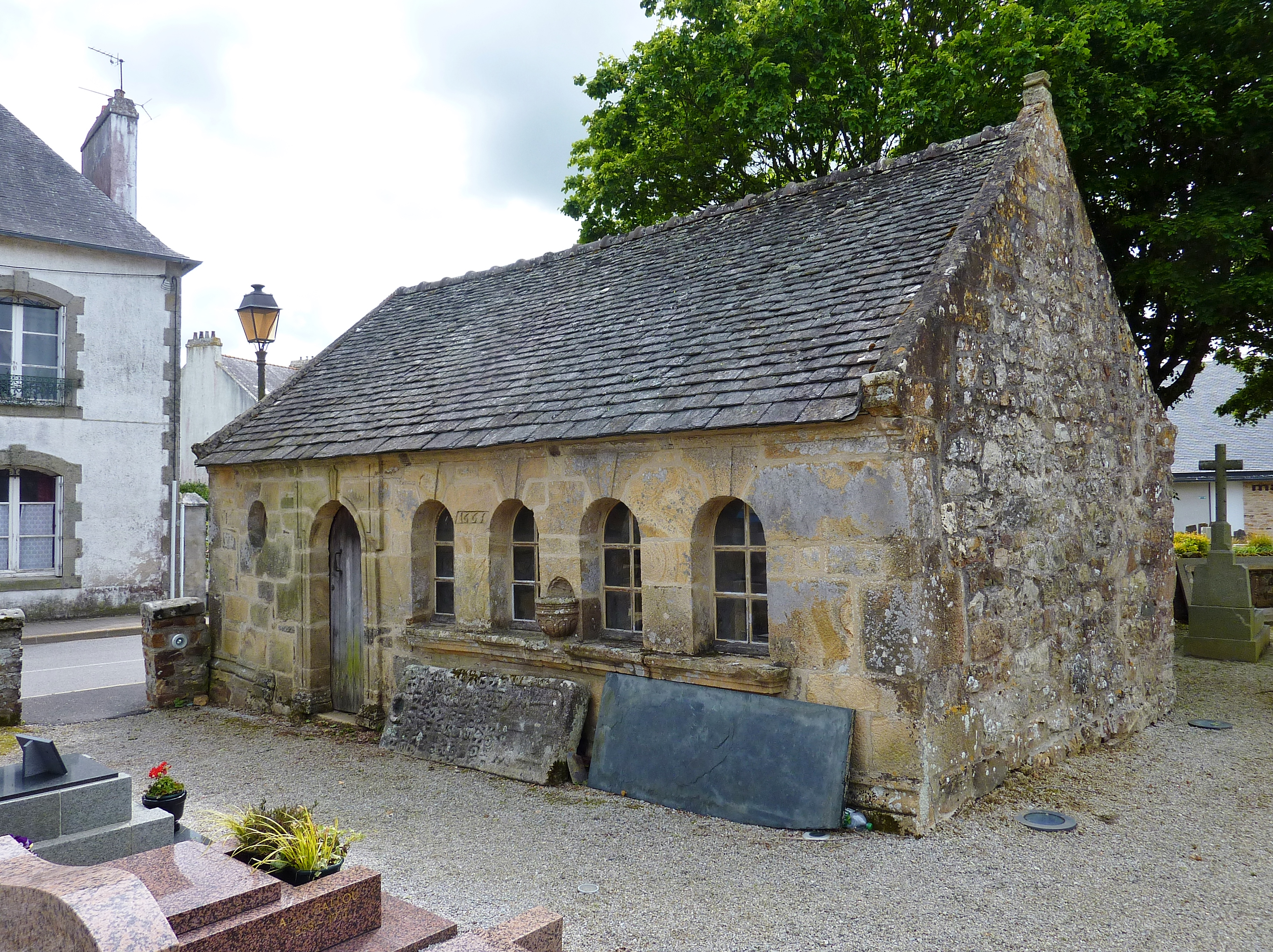
L'ossuaire dans l'enclos paroissial d'Argol.
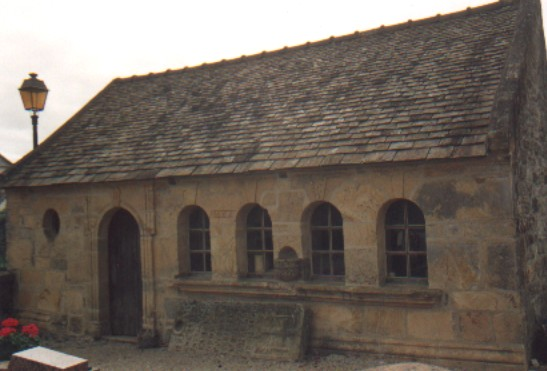
Église Argol, l'ossuaire.

### Intérieur

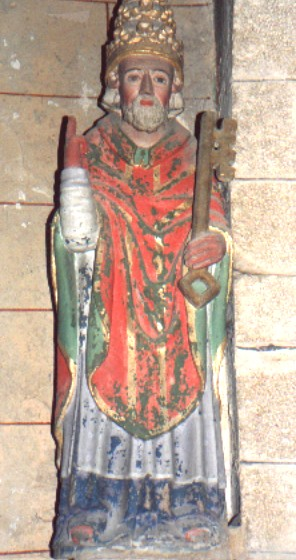
Statue de saint Pierre.

- L'intérieur : La statue de saint Pierre en bois date du XVIe siècle. Elle fut classée le 23 février 1960. Il en est de même de la statue de saint Paul. Sainte Geneviève est magnifiquement encadrée dans le beau retable du XVIIe et fut classée à la même date. L'un des tableaux représente Saint Louis et la couronne d'épines. Cette très ancienne peinture montre le roi Louis IX drapé d'un manteau d'hermine. La main droite tient la couronne d'épines, la main gauche les trois clous. Dans le bas-côté, près du retable, se trouve la Vierge Marie.

- Le confessionnal : il date de 1830. En médaillon sur la porte, il y a saint Pierre en pêcheur. Col ouvert, manches retroussées, deux clés pendues à son cou, il écoute le chant du coq.

- La croix de procession date de 1905 et porte le Christ en croix. Il y a également deux statuettes de La Vierge et de Marie-Madeleine.
- Les cloches : la petite cloche (au clocher) a été fondue à Brest en juillet 1829 pour l'église d'Argol. Ceci coûta 607 francs à la fabrique. La grande cloche a été fondue en septembre 1839 et a été bénite sous le vocable de Sainte-Geneviève. La cloche de la sacristie servait à appeler le vicaire et les enfants pour le catéchisme. Elle porte l'inscription "Messire Kerlech Seigneur de Kerdiou - en souvenir de la chapelle de Rochemadou en Argol - 1694" (Kerdiou est le village de l'emplacement de la chapelle).

Sur l’une des cloches on peut lire l’inscription suivante :
« Sainte Geneviève
Bénie par M. Joseph Graveran, curé de Saint Louis à Brest.
Parrain et marraine :
J. Sébastien Goury, ingénieur en chef, directeur de la légion d’honneur, membre de la chambre des Députés, et Geneviève Noury.
M. Guevel, recteur ;
Goasguen Maire ;
Pierre Gourmelen Trésorier ;
Fondue en 1839 »

## Les chapelles disparues
Il existait une chapelle au village de Trémenez, depuis longtemps disparue. Une autre était au hameau de la Trinité : Notre-Dame-de-Rochemadou. En ruines en 1804, il ne reste plus qu'une statue, une fontaine et un champ appelé Park ar Chapel.